# Tadej Vidmajer
Tadej Vidmajer (10 marzo 1992) è un calciatore sloveno, difensore svincolato.

## Carriera
Ha giocato nella massima serie dei campionati sloveno e polacco.